# Croton tulasnei
Espèce
Croton tulasnei est une espèce de plantes à fleurs du genre Croton et de la famille des Euphorbiaceae, présente aux Comores (Mayotte).
Il a pour synonyme :
- Oxydectes tulasnei, (Baill.) Kuntze